# Corycium bifidum
Corycium bifidum är en orkidéart som beskrevs av Otto Wilhelm Sonder. Corycium bifidum ingår i släktet Corycium, och familjen orkidéer. Inga underarter finns listade i Catalogue of Life.